# Grand-Bouctouche
Grand-Bouctouche est une ville du Nouveau-Brunswick, située dans le territoire de la commission de services régionaux du Kent, au sud-est de la province. La municipalité a été constituée le 1er janvier 2023, de la fusion de la ville de Bouctouche, du DSL de Sainte-Anne-de-Kent ainsi que de portions des DSL de paroisse de Sainte-Marie, de la paroisse de Richibouctou et de la paroisse de Wellington.